# Royal Rumble 2015
Royal Rumble 2015 è stata la ventottesima edizione dell'omonimo evento in pay-per-view prodotto annualmente dalla WWE. L'evento si è svolto il 25 gennaio 2015 al Wells Fargo Center di Filadelfia (Pennsylvania).

## Storyline
Come ogni anno la Royal Rumble ha come main event il 30-man Royal Rumble match, il cui vincitore avrà l'opportunità di competere per il WWE World Heavyweight Championship a WrestleMania 31.
Al precedente evento, TLC: Tables, Ladders & Chairs, Roman Reigns fa il suo ritorno, dopo una lunga assenza a causa dell'asportazione di un'ernia, intervenendo nel match tra John Cena e Seth Rollins aiutando il primo a vincere e annunciando di essere il primo partecipante al Royal Rumble match.
Il 29 dicembre 2014, a Raw, Daniel Bryan annuncia la sua partecipazione alla rissa reale. Il 6 gennaio 2015, a Main Event, lo United States Champion Rusev fa la stessa dichiarazione cui segue, il 9 gennaio a SmackDown, quella dell'Intercontinental Champion Bad News Barrett. Il 12 gennaio, a Raw, è Dean Ambrose a comunicare la sua partecipazione al match, venendo seguito da Gold e Stardust, Big Show, Kane, R-Truth, The Miz e Damien Mizdow. Il 22 gennaio, a SmackDown, Dolph Ziggler sconfigge Bad News Barrett, Luke Harper batte Erick Rowan e Ryback vince contro Rusev per count-out, qualificandosi tutti e tre alla rissa. Nella stessa sera Daniel Bryan sconfigge Kane rimanendo nel match.
Il 17 agosto 2014, a SummerSlam, Brock Lesnar ha sconfitto John Cena conquistando così il WWE World Heavyweight Championship. Il bostoniano sfrutta la sua rematch clause a Night of Champions, vincendo tuttavia solo per squalifica a causa dell'intervento di Rollins e lasciando quindi il titolo nelle mani di Lesnar. Il 26 ottobre 2014, a Hell in a Cell, Cena ha sconfitto Randy Orton in un Hell in a Cell match per diventare il contendente n°1 al WWE World Heavyweight Championship e a TLC ha sconfitto Rollins in un Tables match conservando tale status; quella sera stessa viene annunciato che Cena affronterà di nuovo Lesnar alla Royal Rumble.
Il 5 gennaio 2015, a Raw, Seth Rollins viene aggiunto al match tra Lesnar e Cena della Royal Rumble come ricompensa per aver riportato al potere l'Authority dopo avervi costretto Cena, nella precedente puntata dello show rosso, minacciando l'ospite della serata Edge: l'incontro diviene quindi un Triple Threat match.
Il 19 gennaio Triple H obbliga Cena ad un 3-on-1 Handicap match contro Rollins, Kane e Big Show: in caso di vittoria Erick Rowan, Dolph Ziggler e Ryback, licenziati per il loro aiuto al bostoniano alle Survivor Series, sarebbero stati riassunti; in caso contrario Cena avrebbe perso l'opportunità di lottare per il titolo alla Rumble. Il dodici volte WWE Champion riuscirà nell'impresa grazie all'aiuto di Sting, che lo aveva già aiutato al pay-per-view di novembre.
Dopo il match Lesnar attacca Rollins, Big Show e Kane, colpendoli con una F-5 come vendetta per la Curb Stomp subìta dall'ex membro dello Shield la settimana prima durante la firma del contratto.
Nella puntata di Raw del 29 dicembre 2014, gli Usos (Jey Uso e Jimmy Uso) hanno sconfitto The Miz e Damien Mizdow conquistando così il WWE Tag Team Championship. Nella puntata di SmackDown del 15 gennaio è stato annunciato che gli Usos avrebbero difeso i titoli di coppia contro The Miz e Mizdow alla Royal Rumble.
Nella puntata di Raw del 5 gennaio Paige ha aiutato Natalya a sconfiggere la Divas Champion Nikki Bella in un match non titolato. Nella puntata di Raw del 12 gennaio Brie Bella ha sconfitto Paige. Nella puntata di SmackDown del 15 gennaio Natalya ha sconfitto Nikki in un match non titolato. Nella puntata di Raw del 19 gennaio è stato annunciato che Paige e Natalya affronteranno le Bella Twins alla Royal Rumble.
Nella puntata di Raw del 29 dicembre 2014, gli Ascension (Konnor e Viktor) hanno fatto il loro debutto nel roster principale della WWE sconfiggendo, nel corso delle seguenti settimane, diversi jobber. Nella puntata di Raw del 19 gennaio 2015, i New Age Outlaws (Billy Gunn e Road Dogg) hanno attaccato gli Ascension dopo che questi ultimi li avevano interrotti durante un promo. In seguito è stato annunciato un match tra i New Age Outlaws e gli Ascension per la Royal Rumble.

## Risultati
| #       | Incontri                                                                 | Stipulazioni                                                  | Durata |
| ------- | ------------------------------------------------------------------------ | ------------------------------------------------------------- | ------ |
| Kickoff | Cesaro e Tyson Kidd (con Natalya) hanno sconfitto il New Day             | Tag team match                                                | 11:03  |
| 1       | Gli Ascension ha sconfitto i New Age Outlaws                             | Tag team match                                                | 5:25   |
| 2       | Gli Usos (c) hanno sconfitto Damien Sandow e The Miz                     | Tag team match per il WWE Tag Team Championship               | 9:20   |
| 3       | Le Bella Twins hanno sconfitto Natalya e Paige                           | Tag team match                                                | 8:05   |
| 4       | Brock Lesnar (c) (con Paul Heyman) ha sconfitto John Cena e Seth Rollins | Triple threat match per il WWE World Heavyweight Championship | 22:42  |
| 5       | Roman Reigns ha vinto eliminando per ultimo Rusev                        | Royal rumble match                                            | 59:31  |

## Royal rumble match

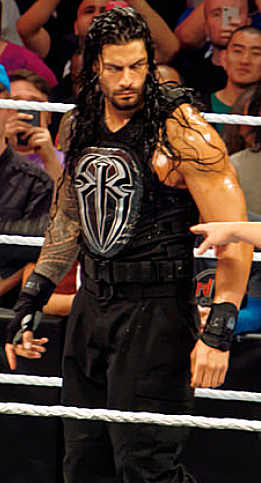
Roman Reigns, vincitore del Royal rumble match

– Vincitore
| #   | Superstar           | Ordine | Eliminato da                | Tempo | N° eliminazioni |
| --- | ------------------- | ------ | --------------------------- | ----- | --------------- |
| 1°  | The Miz             | 1°     | Bubba Ray Dudley            | 04:00 | 0               |
| 2°  | R-Truth             | 2°     | Bubba Ray Dudley            | 04:12 | 0               |
| 3°  | Bubba Ray Dudley    | 3°     | Bray Wyatt                  | 04:44 | 2               |
| 4°  | Luke Harper         | 4°     | Bray Wyatt                  | 04:16 | 0               |
| 5°  | Bray Wyatt          | 25°    | Big Show e Kane             | 46:58 | 6               |
| 6°  | Erick Rowan         | 5°     | Bray Wyatt                  | 00:49 | 0               |
| 7°  | The Boogeyman       | 6°     | Bray Wyatt                  | 00:47 | 0               |
| 8°  | Sin Cara            | 7°     | Bray Wyatt                  | 00:36 | 0               |
| 9°  | Zack Ryder          | 8°     | Bray Wyatt                  | 00:34 | 0               |
| 10° | Daniel Bryan        | 12°    | Bray Wyatt                  | 10:11 | 1               |
| 11° | Fandango            | 11°    | Rusev                       | 07:35 | 0               |
| 12° | Tyson Kidd          | 9°     | Daniel Bryan                | 02:25 | 0               |
| 13° | Stardust            | 16°    | Roman Reigns                | 12:23 | 0               |
| 14° | Diamond Dallas Page | 10°    | Rusev                       | 02:28 | 0               |
| 15° | Rusev               | 29°    | Roman Reigns                | 35:17 | 6               |
| 16° | Goldust             | 15°    | Roman Reigns                | 06:21 | 0               |
| 17° | Kofi Kingston       | 14°    | Rusev                       | 02:49 | 0               |
| 18° | Adam Rose           | 13°    | Rusev                       | 00:08 | 0               |
| 19° | Roman Reigns        | —      | Vincitore                   | 27:29 | 6               |
| 20° | Big E               | 19°    | Rusev                       | 14:48 | 0               |
| 21° | Damien Mizdow       | 17°    | Rusev                       | 00:18 | 0               |
| 22° | Jack Swagger        | 21°    | Big Show                    | 12:50 | 0               |
| 23° | Ryback              | 20°    | Big Show e Kane             | 11:00 | 0               |
| 24° | Kane                | 27°    | Roman Reigns                | 16:55 | 4               |
| 25° | Dean Ambrose        | 26°    | Big Show e Kane             | 13:30 | 1               |
| 26° | Titus O'Neil        | 18°    | Dean Ambrose e Roman Reigns | 00:04 | 0               |
| 27° | Bad News Barrett    | 22°    | Dolph Ziggler               | 05:48 | 0               |
| 28° | Cesaro              | 23°    | Dolph Ziggler               | 04:55 | 0               |
| 29° | Big Show            | 28°    | Roman Reigns                | 08:20 | 5               |
| 30° | Dolph Ziggler       | 24°    | Big Show e Kane             | 02:19 | 2               |